# Леханча
Леханча (рум. Lehancea) — село у повіті Бакеу в Румунії. Входить до складу комуни Поду-Туркулуй.
Село розташоване на відстані 218 км на північний схід від Бухареста, 52 км на південний схід від Бакеу, 108 км на південь від Ясс, 100 км на північний захід від Галаца, 146 км на північний схід від Брашова.

## Населення
За даними перепису населення 2002 року у селі проживали 297 осіб, з них 296 осіб (99,7%) румунів. Усі жителі села рідною мовою назвали румунську.